# راي درو
راي درو (بالإنجليزية: Ray Drew)‏ هو لاعب كرة قدم أمريكية أمريكي، ولد في 24 سبتمبر 1992 في توماسفيل في الولايات المتحدة.

## وصلات خارجية
- راي درو على موقع إي إس بي إن.كوم (أن.أف.أل)3
- راي درو على موقع مرجع كرة القدم المحترفة.كوم (الإنجليزية)